# Виборчий округ 20
Виборчий округ 20 — виборчий округ у Волинській області. В сучасному вигляді був утворений 28 квітня 2012 постановою ЦВК №82 (до цього моменту існувала інша система виборчих округів). Окружна виборча комісія цього округу розташовується в приміщенні спортивної школи за адресою м. Горохів, вул. Б. Хмельницького, 2.
До складу округу входять Горохівський, Локачинський, Луцький, Рожищенський і Турійський райони. Виборчий округ 20 межує з округом 21 на півночі, з округом 23 і округом 22 на сході, з округом 154 на південному сході, з округом 119 на півдні, з округом 124 на південному заході та з округом 19 на заході. Виборчий округ №20 складається з виборчих дільниць під номерами 070068-070114, 070116-070155, 070436-070544, 070781-070839, 070885-070941 та 071130.

## Народні депутати від округу
| Ім'я                           | Фото | Партія         | Скликання | Дата набуття повноважень | Дата припинення повноважень |
| ------------------------------ | ---- | -------------- | --------- | ------------------------ | --------------------------- |
| Мартиняк Сергій Васильович     |      | самовисуванець | 7-ме      | 12 грудня 2012           | 27 листопада 2014           |
| Мартиняк Сергій Васильович     |      | самовисуванець | 8-ме      | 27 листопада 2014        | 29 серпня 2019              |
| Рубльов Вячеслав Володимирович |      | Слуга народу   | 9-те      | 29 серпня 2019           |                             |

## Результати виборів

### Парламентські

#### 2019
Кандидати-мажоритарники:
- Рубльов Вячеслав Володимирович (Слуга народу)
- Мартиняк Сергій Васильович (самовисування)
- Козюра Андрій Григорович (Батьківщина)
- Твердохліб Олена Олегівна (самовисування)
- Цейко Юрій Феодосійович (Свобода)
- Мирка Іван Іванович (Європейська Солідарність)
- Ваврищук Вадим Петрович (самовисування)
- Саєвич Володимир Михайлович (Опозиційна платформа — За життя)
- Пудлік Віталій Георгійович (самовисування)

#### 2014
Кандидати-мажоритарники:
- Мартиняк Сергій Васильович (самовисування)
- Бондар Володимир Налькович (Блок Петра Порошенка)
- Карпюк Роман Петрович (Батьківщина)
- Красуля Володимир Анатолійович (самовисування)
- Вдовенко Володимир Васильович (самовисування)
- Цейко Юрій Феодосійович (самовисування)
- Федін В'ячеслав Володимирович (Радикальна партія)
- Воронко Ігор Васильович (самовисування)
- Чайка Олексій Феофанович (самовисування)
- Саєвич Володимир Михайлович (самовисування)
- Маткобожик Анатолій Андрійович (Комуністична партія України)
- Сава Віктор Вікторович (Блок лівих сил України)

#### 2012
Кандидати-мажоритарники:
- Мартиняк Сергій Васильович (самовисування)
- Карпюк Роман Петрович (Батьківщина)
- Загрева Борис Юхимович (самовисування)
- Красуля Володимир Анатолійович (самовисування)
- Іванченко Олександр Анатолійович (УДАР)
- Войтович Віталій Володимирович (Партія регіонів)
- Маткобожик Анатолій Андрійович (Комуністична партія України)
- Українець Михайло Григорович (Радикальна партія)

## Явка
Явка виборців на окрузі: